# タイ王国警察士官学校
タイ王国警察士官学校

โรงเรียนนายร้อยตำรวจ

| モットー       |                                                                  |
| 創立           | 1901年                                                           |
| 学校種別       | 警察学校                                                         |
| 学長           | アーマリン・アッカラウォン警察中将（อมรินทร์ อัครวงษ์）              |
| 所在地         | タイ王国ナコーンパトム県サームパラーン郡タムボン・サームパラーン |
| キャンパス     |                                                                  |
| 学部           |                                                                  |
| スクールカラー | 赤                                                               |
| マスコット     |                                                                  |
| ウェブ サイト  | www.rpca.ac.th                                                   |

タイ王国警察士官学校（タイ語表記 โรงเรียนนายร้อยตำรวจ （รร.นรต.）、英語表記: Royal Police Cadet Academy、略称: RPCA）はタイ王国ナコーンパトム県サームパラーン郡タムボン・サームパラーンに位置する警察幹部養成学校。

## 概要
タイ王国警察士官学校は、1901年にラーマ5世により創設された。創設以降、学校の移転を繰り返し、現在キャンパスはナコーンパトム県サームパラーン郡にあるため、『サームパラーン士官学校』、『サームパラーン警察士官学校』と呼ばれることもある。学生は『警察士官候補生』（นักเรียนนายร้อยตำรวจ：นรต）とよばれる。学校の創立・移転は以下のようになっている。
- 1期 地方警察士官学校　（โรงเรียนนายร้อยตำรวจภูธร） 　ナコーンラーチャシーマー県　1901年 - 1904年
- 2期 地方警察士官学校 ナコーンパトム県フワイヂョーラケー（ห้วยจรเข้） (第1次) 1904年 - 1915年
- 3期 小隊長学校（โรงเรียนนายหมวด） ファイシントー運河（คลองไผ่สิงโต） バンコク 1915年 - 1921年
- 4期 警察士官学校  ナコーンパトム県フワイヂョーラケー (第2次)  1921年 - 1933年
- 5期 陸軍士官学校（โรงเรียนนายร้อยทหารบก）  バンコク 1933年 - 1946年
- 6期 警察士官学校 パトゥムワン区 バンコク  1946年 - 1955年
- 7期 警察士官学校 サームパラーン郡 1955年 - 現在

## 教育
警察士官学校は警察の執務に寄与する技術と運営能力を身につけるための教育、訓練を行っており、「警察士官学校カリキュラム」の枠組みに沿って教授される。それ以外にも様々な大学と共同して授業も行っており、互換できるようになっている。例えばシラパコーン大学理学部とは科学大学院法学科のカリキュラムと互換している。卒業後、卒業生は警察少尉として任官することになる。

## 組織
- 行政部（กองบังคับการปกครอง）
  - 行政事務課1（ฝ่ายปกครอง 1） (学生事務 1年生-4年生まで)
  - 行政事務課2 (研修生)
  - 行政事務課3(士官学校予科)
  - 学生課（ฝ่ายกิจกรรมนักเรียน）
  - 警察戦略グループ（กลุ่มงานยุทธวิธีตำรวจ）
  - 学術成果グループกลุ่มงานพละศึกษา
  - 執行委員会
- 研究部（กองบังคับการวิชาการ）
  - 警察公務執行研究グループ（กลุ่มงานวิชาการบริหารงานตำรวจ）
  - 捜査審問研究グループ（กลุ่มงานวิชาการสืบสวนและสอบสวน）
  - 警備・犯罪対処研究グループ（กลุ่มงานวิชาการป้องกันและปราบปรามอาชญากรรม）
  - 法研究グループ（กลุ่มงานวิชากฎหมาย）
  - 社会学研究グループ（กลุ่มงานวิชาสังคมศาสตร์และทั่วไป）
  - 研究開発グループ（กลุ่มงานวิจัยและพัฒนา）
  - 執行委員会
- 理事部（กองบังคับการอำนวยการ）
  - 理事課1（ฝ่ายอำนวยการ 1）
  - 理事課2
  - 理事課3
  - 理事課4
- 教育部（กองบังคับการบริการการศึกษา）
  - 教育事務課 1 （ฝ่ายบริการการศึกษา 1）
  - 教育事務課 2
  - 教育事務課 3
- 情報技術センター（ศูนย์เทคโนโลยีสารสนเทศ）

## 警察の理想
- 上官を敬うこと。
- 民衆に慈悲をもって向かうこと。
- 忍耐すること。
- 困難を恐れないこと。
- あまり多くの幸運を期待しないこと。
- 民衆のために奉仕すること。
- 公正を期すること。
- 智慧を持って任務を執行すること。
- いのちを軽んじないこと。

(ソムデット・プラ・アーリウォンサーコットヤーン僧正（別名 ヂュワン・ウットターイー）（สมเด็จพระอริยวงศาคตญาณ：จวน อุฏฐายีมหาเถร）-16代タイ王国サンガ大僧正閣下 1956年御著)

## 校歌・愛唱歌
1. 「警察士官学校マーチ」（มาร์ช นรต.）
2. 「民衆平和防衛マーチ」（มาร์ชพิทักษ์สันติราษฎร์） (タイ王国警察のマーチ)
3. 「サームパラーン」（สามพราน）
4. 「星の心」（ขวัญดาว）
5. 「さらばサームパラーン」（ลาก่อนสามพราน）
6. 「サームパラーンを去りて」（ลาแล้วสามพราน）
7. 「星の地サームパラーン」（สามพรานแดนดาว）

（＊「」は仮に訳出したもの）

## 著名な卒業生
- タクシン・シナワット - 第31代タイ首相